# Ulster Democratic Party

Logo

L'Ulster Democratic Party (français : Parti démocratique de l'Ulster, UDP, Ulster Loyalist Democratic Party, ULDP) était un parti politique loyaliste nord-irlandais. En 1981, l'Ulster Defence Association crée l'Ulster Loyalist Democratic Party, renommé en 1989 en Ulster Democratic Party. Il se dissout le 28 novembre 2001. 